# عضلة مائلة سفلية
العضلة المائلة السفلية (بالإنجليزية: inferior oblique muscle)‏ هي عضلة رقيقة وضيقة تتوضع بالقرب من الحافة الأمامية لأرضية الحجاج. هذه العضلة هي أحد العضلات خارج كرة العين، وتنشأ من عظم الفك العلوي وترتكز على السطح الوحشي والخلفي والسفلي للعين. تزود هذه العضلة بألياف عضلية من الفرع السفلي للعصب القحفي الثالث.

## صور

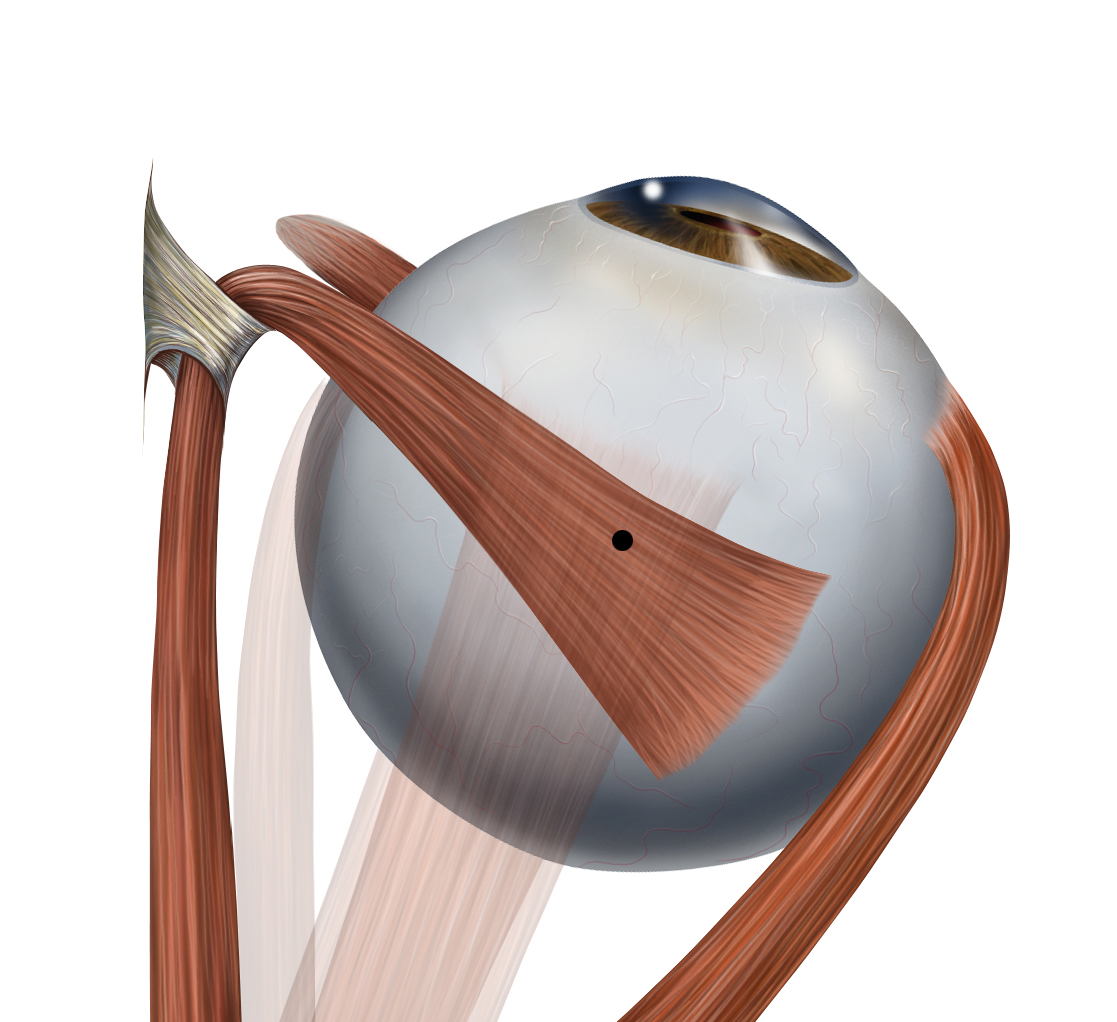
حركة العضلة المستقيمة الوحشية (الجانبية)
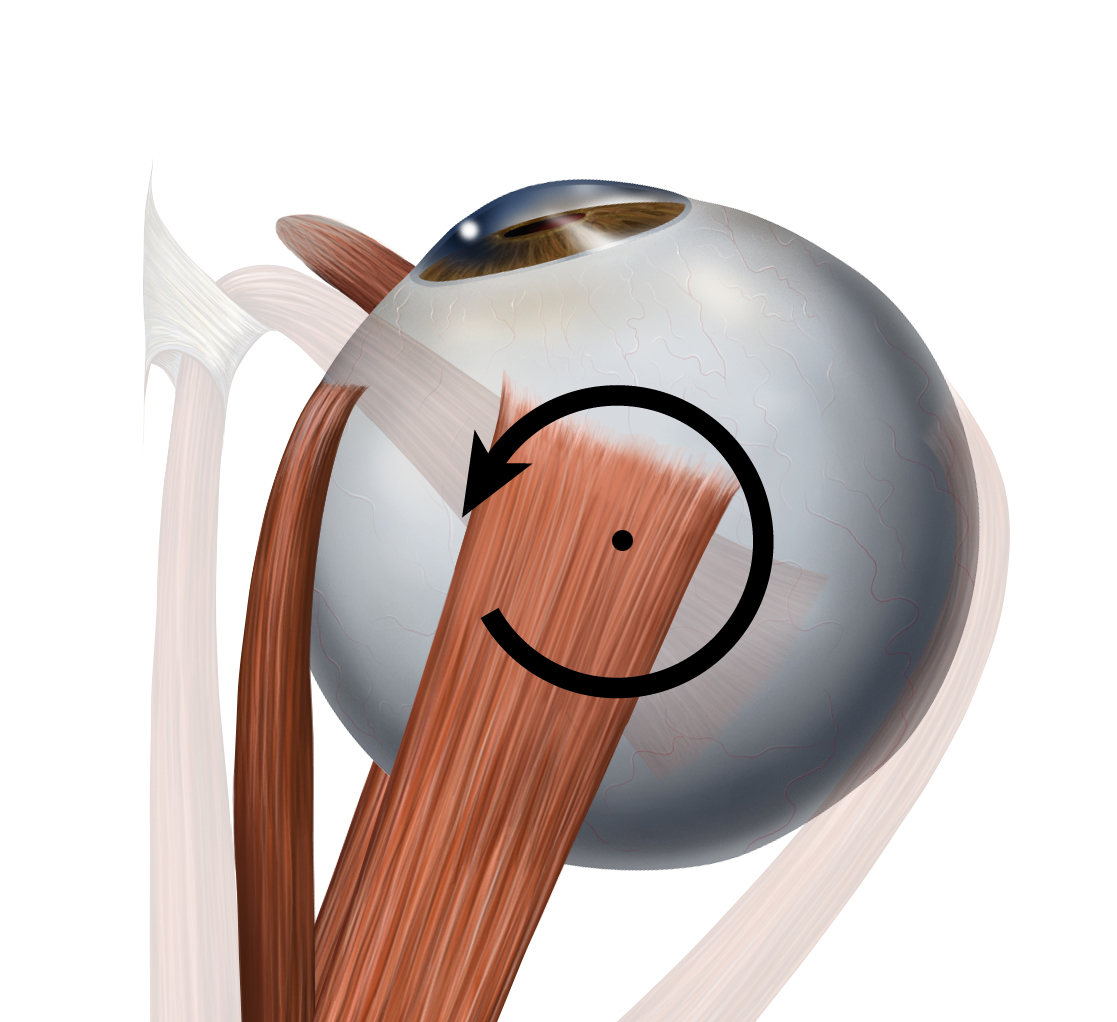
حركة العضلة المستقيمة الإنسية (الداخلية)
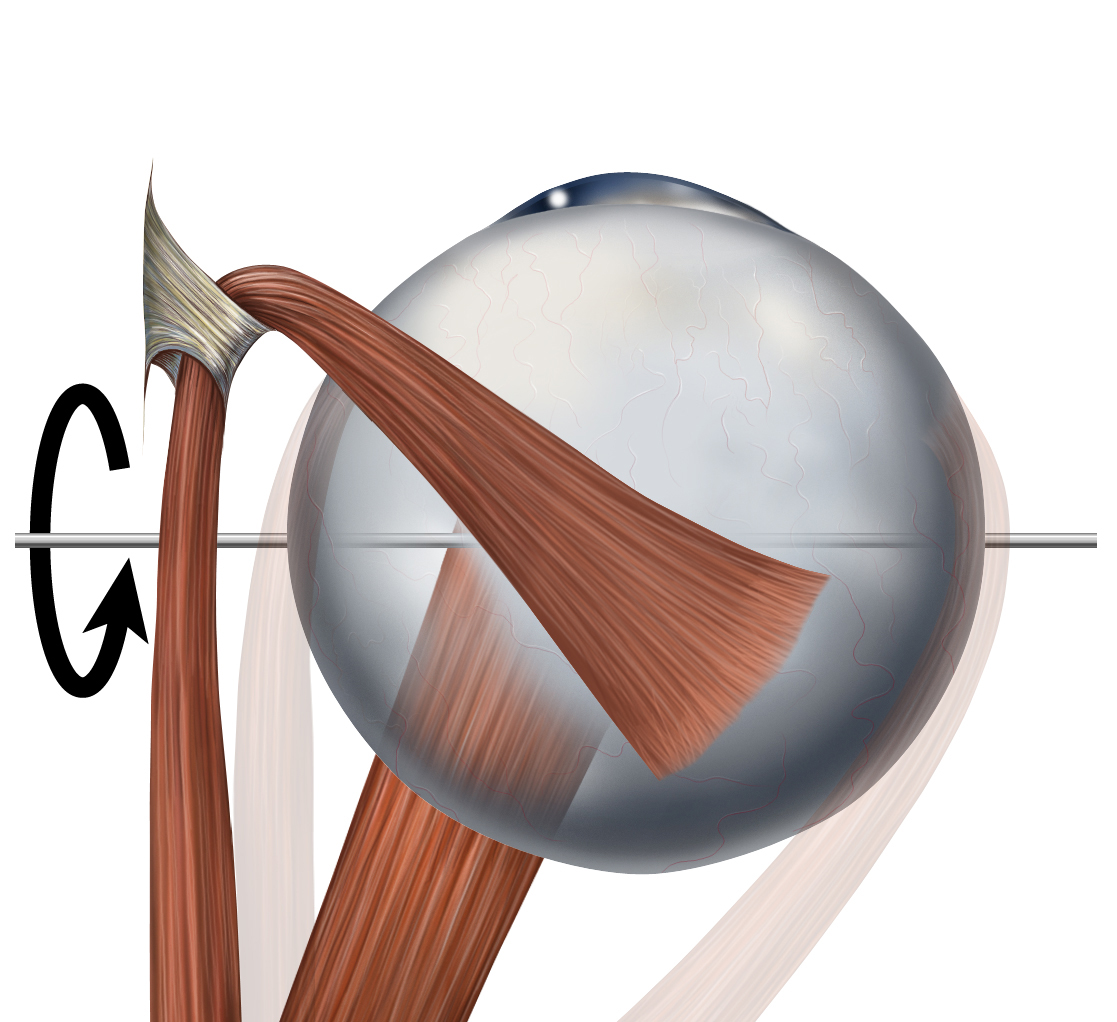
حركة العضلة المستقيمة السفلية
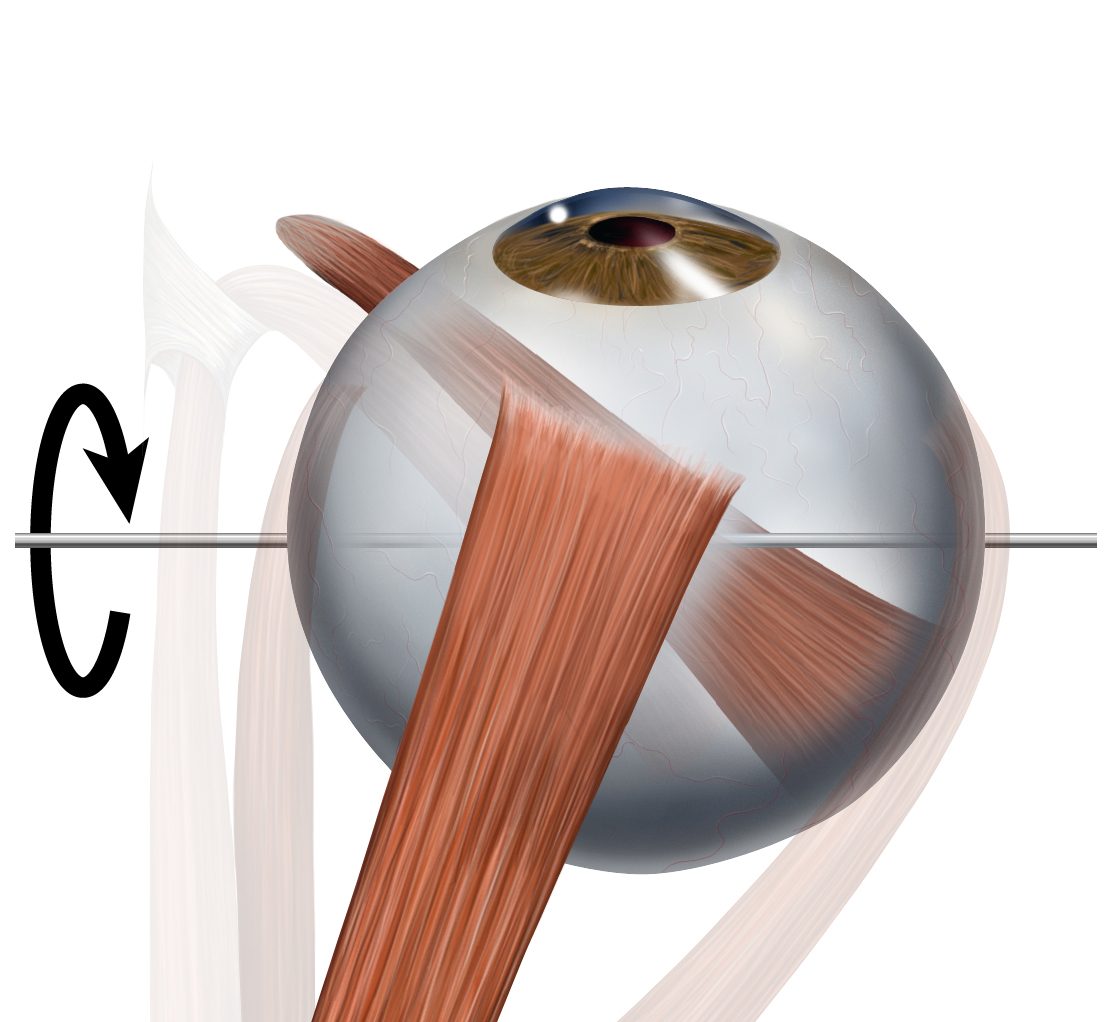
حركة العضلة المستقيمة العلوية
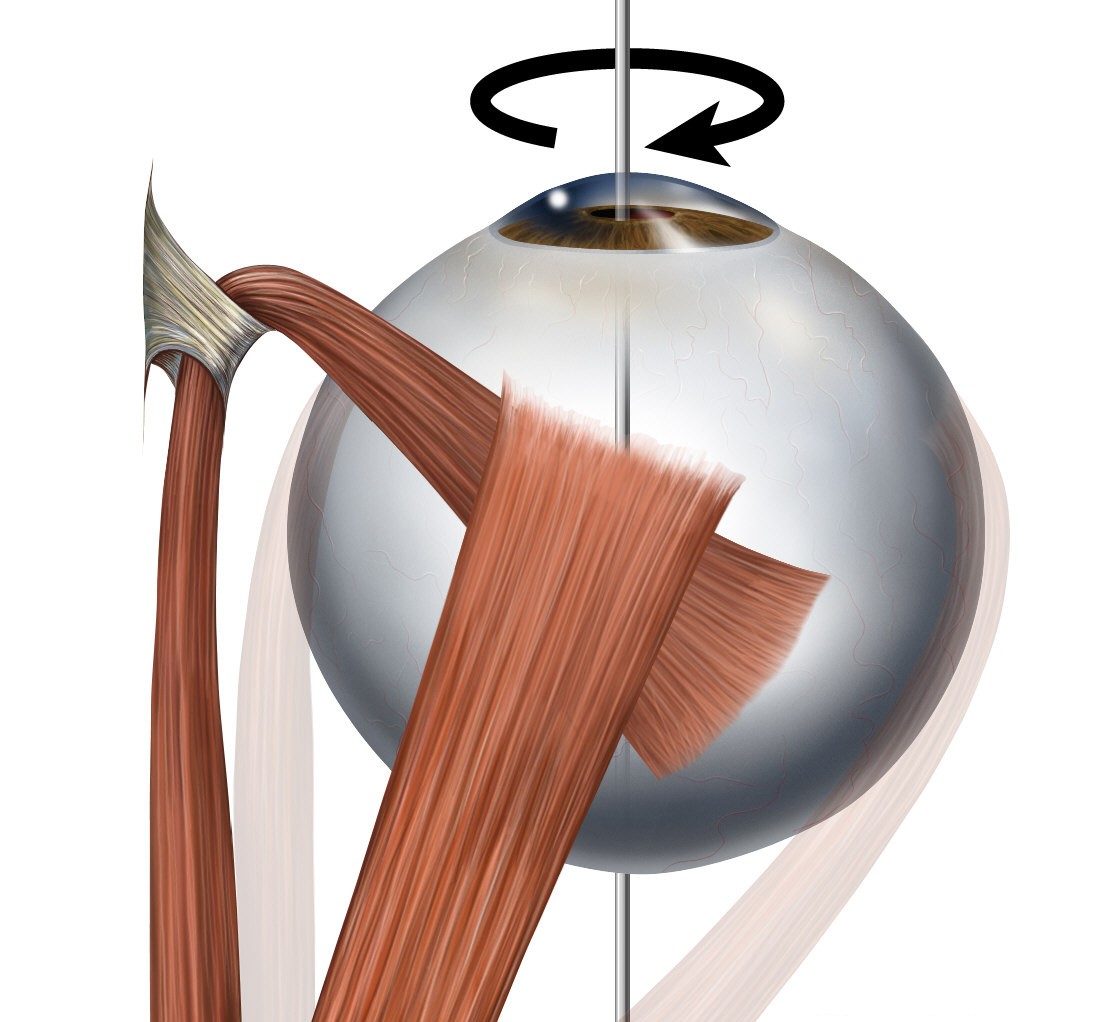
حركة العضلة المائلة العلوية (المنحرفة)
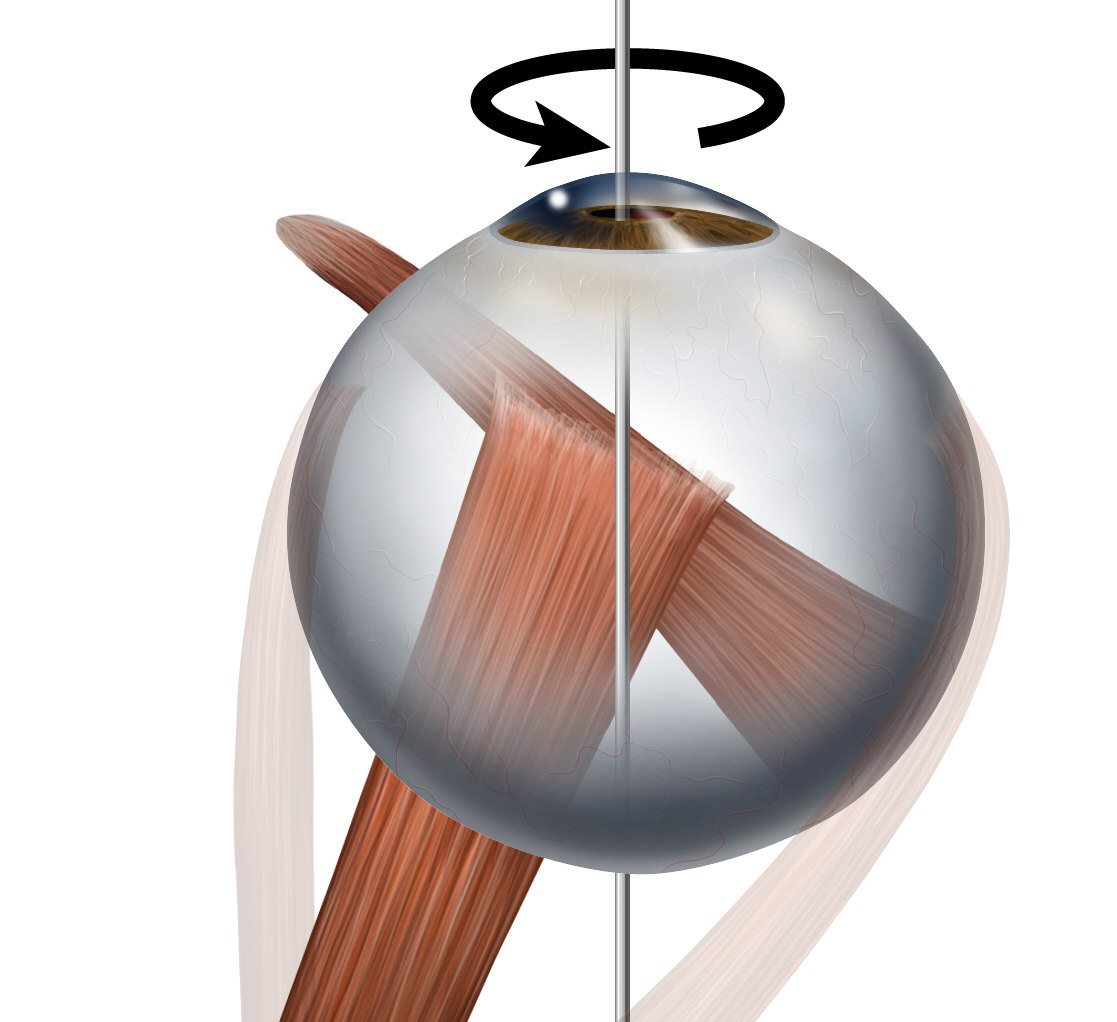
حركة العضلة المائلة السفلية (المنحرفة)
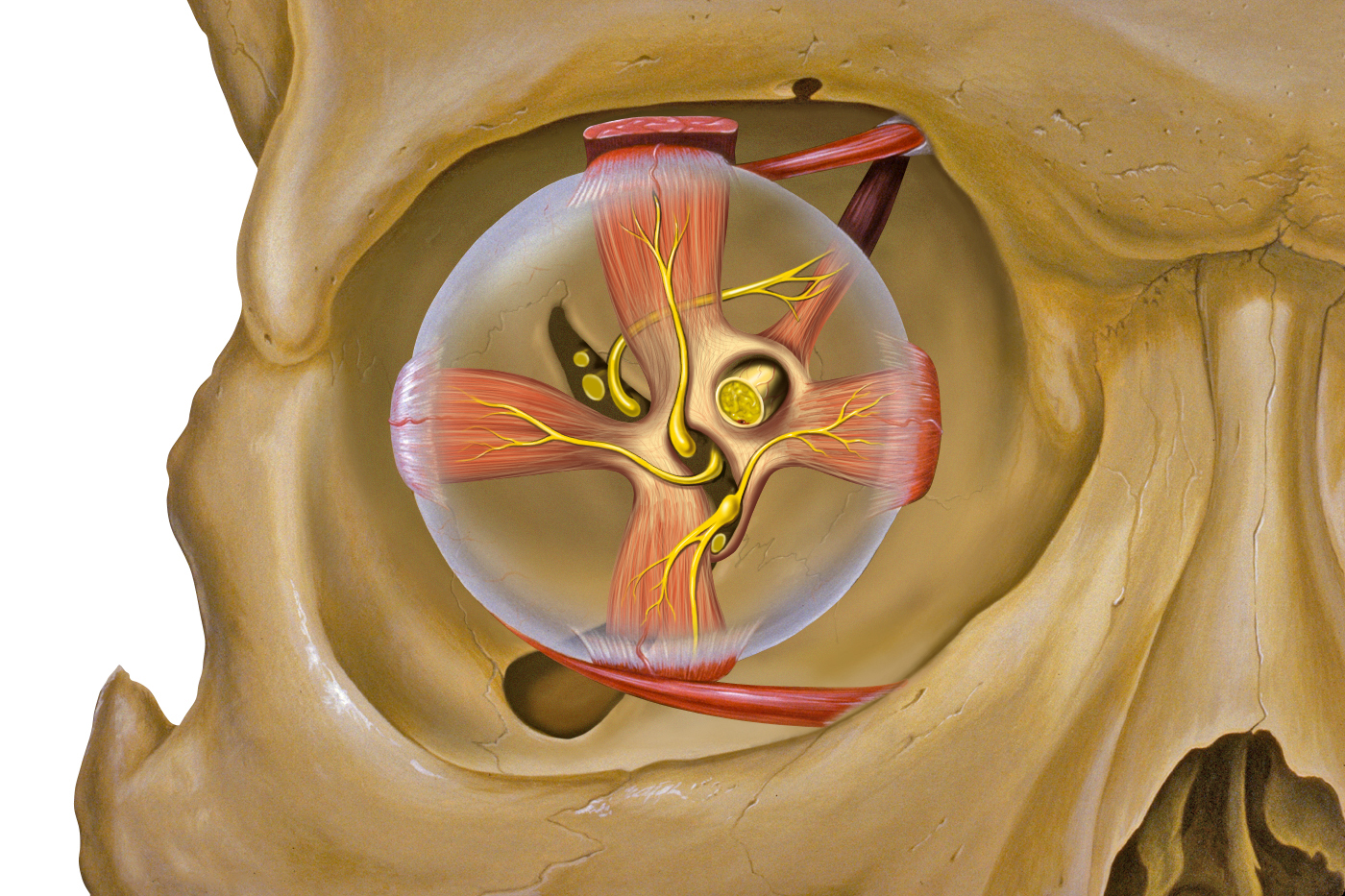
الوضع الأمامي الخلفي

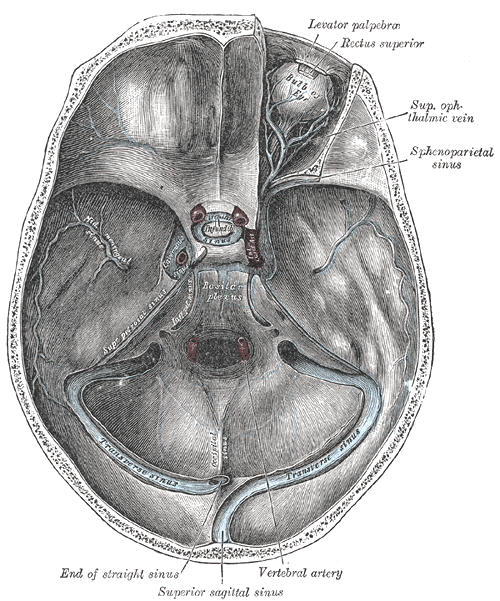
الجيوب الأنفية في قاعدة الجمجمة
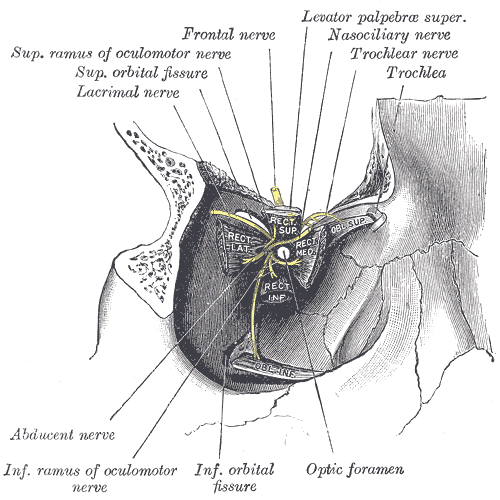
عرض تشريحي لعضلات العين اليمنى
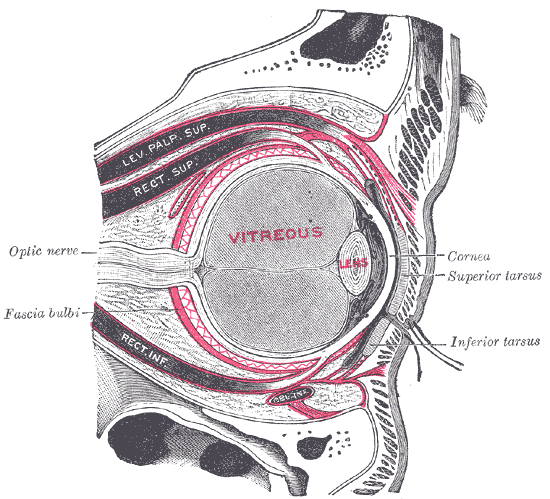
مقطع سهمي للعين اليمنى